# Test seroneutralizacji wirusa
Test seroneutralizacji wirusa – laboratoryjna metoda diagnostyczna służąca do wykrywania i ilościowego oznaczania przeciwciał neutralizujących obecnych w surowicy krwi, które są skierowane przeciwko określonemu wirusowi. Przeciwciała neutralizujące odgrywają kluczową rolę w odpowiedzi immunologicznej, ponieważ potrafią wiązać się z wirusem i blokować jego zdolność do infekowania komórek gospodarza.

## Zasada działania
Test seroneutralizacji opiera się na zdolności przeciwciał obecnych w surowicy do neutralizacji wirusa, co zapobiega jego replikacji w hodowli komórkowej. W praktyce surowicę badaną miesza się z określoną ilością wirusa, a następnie taką mieszaninę dodaje się do hodowli komórek wrażliwych na dany wirus. Po okresie inkubacji ocenia się, czy doszło do zakażenia komórek:
- Brak efektu cytopatycznego: Jeśli przeciwciała w surowicy skutecznie zneutralizowały wirusa, komórki pozostają niezainfekowane i nie obserwuje się zmian morfologicznych.
- Obecność efektu cytopatycznego: Jeśli przeciwciała nie były obecne lub ich ilość była niewystarczająca, wirus infekuje komórki, prowadząc do charakterystycznych zmian, takich jak zaokrąglenie, odrywanie się czy liza komórek.

## Procedura[2]
1. Inaktywacja surowicy: Przed rozpoczęciem testu surowicę inaktywuje się przez inkubację w temperaturze 56 °C przez 30 minut, aby wyeliminować ewentualne interferencje.
2. Przygotowanie rozcieńczeń surowicy: Surowicę badaną rozcieńcza się w szeregu logarytmicznym (np. 1:2, 1:4, 1:8 itd.) w odpowiednim buforze.
3. Dodanie wirusa: Do każdej próbki rozcieńczonej surowicy dodaje się stałą ilość wirusa o znanej infekcyjności (np. 100 TCID50 (ang. 50% tissue culture infectious dose) w 0,025 mL).
4. Inkubacja mieszaniny: Mieszaninę surowicy z wirusem inkubuje się w temperaturze 37 °C przez określony czas (zwykle od 1 do 24 godzin), aby umożliwić reakcję między przeciwciałami a wirusem.
5. Dodanie komórek: Po inkubacji do każdej próbki dodaje się hodowlę komórek wrażliwych na dany wirus, takich jak komórki linii Vero, MDBK czy A72.
6. Inkubacja komórek: Płytki z komórkami inkubuje się w odpowiednich warunkach (np. 37 °C, 5% CO2) przez kilka dni, monitorując codziennie występowanie efektu cytopatycznego.
7. Odczyt wyników: Najwyższe rozcieńczenie surowicy, przy którym nie obserwuje się efektu cytopatycznego, uznaje się za miano neutralizujących przeciwciał.

## Zastosowania
Test seroneutralizacji jest szeroko stosowany w diagnostyce i badaniach epidemiologicznych różnych chorób wirusowych, takich jak:
- Wścieklizna: Ocena poziomu przeciwciał neutralizujących po szczepieniu lub ekspozycji na wirusa[3].
- Choroba Aujeszky’ego: Diagnostyka zakażeń wirusem pseudowścieklizny u świń[4].
- Wirusowe zapalenie tętnic u koni: Wykrywanie przeciwciał przeciwko arteriwirusom u koni[5].
- Gorączka Zachodniego Nilu: Monitorowanie odpowiedzi immunologicznej u ludzi i innych zwierząt[6].

Dzięki wysokiej czułości i swoistości, test seroneutralizacji pozostaje złotym standardem w ocenie odpowiedzi humoralnej przeciwko wielu patogenom wirusowym.